# The New York Review of Books
The New York Review of Books (o NYREV o NYRB) es un magacín bimensual sobre literatura, cultura, y actualidad publicado en Nueva York que asume como punto de partida que el debate de libros es en sí mismo una actividad literaria imprescindible. En 2003, la publicación tenía una tirada de más de 125.000 ejemplares. Robert B. Silvers y Barbara Epstein editaron el periódico desde su fundación en 1963, hasta la muerte de Barbara en 2006. Desde entonces hasta su muerte en 2017, Silvers era el único editor. Ian Buruma se convirtió en editor en septiembre de 2017.
The Review publica reseñas y ensayos extensos, a menudo escritos por escritores reconocidos, poesía original y secciones de publicidad de cartas y anuncios personales que han atraído comentarios críticos. En 1979, la revista fundó la London Review of Books, que pronto se independizó. En 1990 fundó una edición italiana, la Rivista dei Libri, publicada hasta 2010. The Review tiene una división de publicación de libros, establecida en 1999, llamada New York Review Books, que publica clásicos, colecciones y libros para niños. Desde 2010, la revista ha albergado un blog en línea escrito por sus colaboradores. The Review celebró su 50 aniversario en 2013, y una película de Martin Scorsese llamada The 50 Year Argument documenta la historia y la influencia del periódico.

## Fundación
The New York Review fue fundada por Robert B. Silvers y Barbara Epstein, junto a A. Whitney Ellsworth, el editor, la escritora Elizabeth Hardwick y
con el respaldo del marido de Barbara, Jason Epstein, vicepresidente de Random House y director de Viking Books y el esposo de Hardwick, el poeta Robert Lowell. Fue fundada durante la huelga de publicaciones de Nueva York de 1963.
Silvers había sido director de Vanity Fair y Harper's.
En 1959 Hardwick había publicado un ensayo, "The Decline of Book Reviewing", en Harper's, donde Silvers era entonces editor, en un número especial que editó llamado "Writing in America". Su ensayo fue una acusación de las reseñas de libros estadounidenses de la época, "artículos pequeños y livianos" que denunciada como "insípidos, negando respetuosamente cualquier interés vivaz que pueda haber en los libros o en general, las materias literarias ". El grupo se inspiró para fundar una nueva revista que publicara críticas reflexivas, inquisitivas [11] con lo que Hardwick llamó "lo inusual, lo difícil, lo largo, lo intransigente y, sobre todo, lo interesante".
Durante la huelga de impresores de Nueva York de 1963, cuando The New York Times y otros seis periódicos suspendieron la publicación, Hardwick, Lowell y Epstein aprovecharon la oportunidad de establecer el tipo de crítica vigorosa que Hardwick había imaginado. Jason Epstein sabía que los editores de libros publicitarían sus libros en la nueva publicación, ya que no tenían otra salida para promover nuevos libros. El grupo recurrió a Silvers, el amigo de los Epstein, quien había sido editor de The Paris Review y todavía estaba en Harper's, para editar la publicación, y Silvers le pidió a Barbara Epstein que la coeditara con él. Ella era conocida como la editora en Doubleday del Diary of a Young Girl de Ana Frank, entre otros libros, y luego trabajó en Dutton, McGraw-Hill y The Partisan Review.
Silvers y Epstein enviaron libros a "los escritores que más conocíamos y admiramos ... Pedimos tres mil palabras en tres semanas para mostrar lo que debía ser una reseña de libros, y prácticamente todos respondieron. Nadie mencionó el dinero". El primer número de la Review se publicó el 1 de febrero de 1963 y agotó su impresión de 100.000 copias. Impulsó casi 1.000 cartas a los editores pidiendo que continuara. The New Yorker la llamó "seguramente el mejor primer número de cualquier revista". Después del éxito del primer número, los editores reunieron un segundo número para demostrar que "la Review no era flor de un día". Luego, los fundadores recolectaron inversiones de un círculo de amigos y conocidos, y Ellsworth se unió como editor. La revista comenzó una publicación bisemanal regular en noviembre de 1963.

## Primeros años
Silvers dijo de la filosofía de los editores, que "no había un tema con el que no pudiéramos lidiar. Y si no hubiera un libro [sobre un tema de interés], lo trataríamos de todos modos. Nos esforzamos por evitar libros que fueran simplemente competentes. ensayos de temas familiares, y esperábamos encontrar libros que establecieran algo fresco, algo original ". En particular, "Sentimos que tenía que tener un análisis político de la naturaleza del poder en Estados Unidos".
Los editores también compartieron una "intensa admiración por escritores maravillosos". Escritores bien conocidos estuvieron dispuestos a para contribuir con artículos para los números iniciales de la revista sin pago porque les ofreció la oportunidad de escribir un nuevo tipo de reseña de libros. Como explicó Mark Gevisser: "Los ensayos ... hicieron que la reseña del libro no fuera solo un informe sobre el libro y un juicio del libro, sino un ensayo en sí mismo. Y eso, creo, sorprendió a todos, que una reseña del libro podría ser emocionante de esa manera, podría ser provocativa de esa manera ".
Los primeros números de la revista incluían artículos de autores como W.H. Auden, Elizabeth Hardwick, Hannah Arendt, Edmund Wilson, Susan Sontag, Robert Penn Warren, Lillian Hellman, Norman Mailer, Gore Vidal, Saul Bellow, Robert Lowell, Truman Capote, William Styron, Mary McCarthy, John Berryman, Paul Goodman, Irving Howe, Alfred Kazin, Dwight Macdonald, Norman Podhoretz, Philip Rahv, Adrienne Rich y William Styron. La Review publicó deliberadamente entrevistas con disidentes políticos europeos, incluidos Alexander Solzhenitsyn, Andrei Sakharov y Václav Havel. Pero, señaló Silvers, es un misterio si "las críticas tienen un impacto político y social calculable" o incluso llamarán la atención: "No debes pensar demasiado acerca de la influencia; si encuentras algo interesante por ti mismo, eso debería ser suficiente".
Salon comentó más tarde que la lista de contribuyentes "representaba una demostración de asombro del poder del fuego intelectual disponible para desplegarse a mediados de siglo en Estados Unidos y, casi igual de impresionante, del arte de la creación de redes editoriales". The Review "anunció la llegada de una sensibilidad particular ... el intelectual progresista comprometido, literario y de la posguerra, preocupado por la civilización, los derechos y el feminismo, así como la ficción, la poesía y el teatro. El primer número proyectó "una confianza en la incuestionable rectitud del consenso liberal, en la centralidad de la literatura y su poder de transmitir significado, en la solubilidad de nuestros problemas a través la aplicación de inteligencia y buena voluntad, y en la coherencia y clara jerarquía del mundo intelectual ".

## Desde 1979
Durante el lock-out de un año de The Times en Londres en 1979, la Review fundó una publicación hija, la London Review of Books. Durante los primeros seis meses, esta revista apareció como un inserto en la New York Review of Books, pero se convirtió en una publicación independiente en 1980. En 1990, la Review fundó una edición italiana, la Rivista dei Libri. Fue publicada durante dos décadas hasta mayo de 2010.
Durante más de 40 años, Silvers y Epstein editaron la Review juntos. En 1984, Silvers, Epstein y sus socios vendieron la Review a la editorial Rea S. Hederman, que todavía posee la revista, pero los dos continuaron como sus editores. En 2006, Epstein murió de cáncer a la edad de 77 años. Al otorgar a Epstein y Silvers su Premio Literario 2006 por Servicio Excepcional a la Comunidad Literaria Americana, la National Book Foundation declaró: "Con The New York Review of Books, Robert Silvers y Barbara Epstein plantearon la reseña de un libro como un arte e hicieron de la discusión de libros una actividad viva, provocativa e intelectual ".
Después de la muerte de Epstein, Silvers fue el único editor hasta su propia muerte en 2017. Al preguntársele sobre quién podría sucederle como editor, Silvers dijo a The New York Times: "Puedo pensar en varias personas que serían maravillosas editoras. Algunas trabajan aquí, otras solían trabajar aquí, y otras simplemente son personas que conocemos. pienso que publicarían un excelente trabajo, pero sería diferente ". En 2008, la Review celebró su 45 aniversario con un panel de discusión en la Biblioteca Pública de Nueva York, moderado por Silvers, que discutió "What Happens Now" en los Estados Unidos después de la elección de 2008 de Barack Obama como presidente. Los panelistas incluyeron colaboradores de la Review como Didion, Wills, el novelista y crítico literario Darryl Pinckney, el comentarista político Michael Tomasky y el profesor Andrew Delbanco de la Universidad de Columbia. La edición del 45 aniversario de la Review (20 de noviembre de 2008) comenzó con una obra póstuma de Edmund Wilson, quien escribió para la primera edición del periódico en 1963.
En 2008, el periódico trasladó su sede central desde el centro de Manhattan al 435 de Hudson Street, ubicada en el West Village. En 2010, lanzó una sección de blog de su sitio web que The New York Times llamó "animado y obstinado", y alberga pódcast. Al preguntársele en 2013 cómo las redes sociales podrían afectar el tema de la Review, Silvers comentó: "Podría imaginar comentarios ingeniosos, aforísticos, casi Oscar Wildeanos, extraídos de los millones y millones de tuits. O de los comentarios. que siguen en los blogs ... Facebook es un medio en el que la privacidad es, o al menos se cree que es, de alguna manera crucial ... Y entonces parece que hay una resistencia a la crítica intrusiva. Parecemos al borde de un vasto y expansivo océano de palabras ... que crece sin ninguna perspectiva crítica, sea lo que sea que se tenga en cuenta. Para mí, como editor, eso me parece una ausencia enorme ". En 2016, Hederman dijo que ve a revista continuar operando sin cambios en cinco años.
The Review comenzó una celebración de un año de duración de su 50 aniversario con una presentación de Silvers y varios colaboradores en The Town Hall en Nueva York en febrero de 2013. Otros eventos incluyeron un programa en la Biblioteca Pública de Nueva York en abril, llamado "Periodismo Literario: Una Discusión" y una recepción en noviembre en la Colección Frick. Durante el año, Martin Scorsese filmó un documental sobre

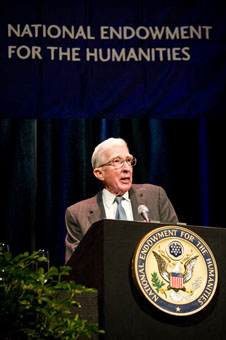
John Updike

la historia y la influencia de la Review, y los debates que generó, titulado The 50 Year Argument, que se estrenó en junio de 2014 en el Sheffield Doc / Fest. Más tarde fue visto en varios festivales de cine, en la televisión de la BBC y en HBO en los Estados Unidos. Cuando le preguntaron cómo mantuvo su "nivel de meticulosidad y determinación" después de 50 años, Silvers dijo que la Review "fue y es una oportunidad única ... de hacer lo que uno quiera en cualquier parte del mundo. No hay restricciones, no hay límites. Nadie dice que no se puede hacer algo. No hay tema, ni idea que no se pueda abordar en profundidad ... Cualquier trabajo que se trate es menor comparado con la oportunidad ". Un número especial del 50 aniversario fue fechado el 7 de noviembre de 2013. Silvers dijo:
   "Una voz independiente y crítica sobre política, literatura, ciencia y artes parece tan necesaria hoy como lo fue cuando Barbara Epstein y yo lanzamos la primera edición de la revista New York Review hace cincuenta años, tal vez incluso más. Las formas electrónicas de comunicación crecen rápidamente en todos los campos de la vida, pero muchos de sus efectos sobre la cultura siguen siendo oscuros y necesitan nuevos tipos de escrutinio crítico. Esa será una preocupación central de la revista en los años venideros."
El autor Ian Buruma, colaborador habitual de la revista desde 1985, se hizo cargo de la redacción en septiembre de 2017. De 2003 a 2017, Buruma fue profesor de derechos humanos y periodismo en el Bard College. Ha escrito 17 libros.

## Colaboradores célebres
La Review, a lo largo de los años, ha presentado reseñas y artículos de escritores e intelectuales internacionales, además de los ya mencionados, como Noam Chomsky, Richard Lewontin, John Searle, Steven Weinberg, Paul Krugman, Timothy Garton Ash, Margaret Atwood, Russell Baker, Isaiah Berlin, Harold Bloom, Joseph Brodsky, Ian Buruma, JM Coetzee, Frederick Crews, Ronald Dworkin, John Kenneth Galbraith, Masha Gessen, Nadine Gordimer, Stephen Jay Gould, Christopher Hitchens, Tim Judah, Murray Kempton, Perry Link, Alison Lurie, Peter Medawar, Daniel Mendelsohn, Bill Moyers, Vladimir Nabokov, Ralph Nader, VS Naipaul, Peter G. Peterson, Samantha Power, Nathaniel Rich, Félix Rohatyn, Jean-Paul Sartre, Zadie Smith, Timothy Snyder, George Soros, IF Stone, Desmond Tutu, John Updike, Derek Walcott, Garry Wills y Tony Judt. Según la National Book Foundation: "Desde Mary McCarthy y Edmund Wilson hasta Gore Vidal y Joan Didion, The New York Review of Books ha empleado sistemáticamente a las mentes más activas de los Estados Unidos para pensar, escribir y debatir libros y los problemas que plantean".
La Review publica muchos libros descatalogados en los Estados Unidos así como artículos o colecciones de artículos de colaboradores habituales bajo el sello NYRB.

## Descripción
La Review ha sido descrita como un "tipo de revista ... en la cual las mentes más interesantes y calificadas de nuestro tiempo discutirían los libros actuales y las cuestiones en profundidad ... una revista literaria y crítica basada en la suposición de que las discusiones de importantes libros eran en sí mismas una actividad literaria indispensable ". Cada número incluye una amplia gama de temas, incluidos "artículos sobre arte, ciencia, política y literatura". Al principio, los editores decidieron que la revista "estaría interesada en todo ... no se excluiría ningún tema. Alguien está escribiendo un artículo sobre las carreras de Nascar para nosotros, otro está trabajando en el Veronés". Sin embargo, la Review se ha centrado en temas políticos; como Silvers comentó en 2004: "Las piezas que hemos publicado por escritores como Brian Urquhart, Thomas Powers, Mark Danner y Ronald Dworkin han sido reacciones a una genuina crisis sobre la destructividad estadounidense, las relaciones estadounidenses con sus aliados, las protecciones estadounidenses de sus tradiciones de libertades ... El aura de desafío patriótico cultivado por la administración [de Bush], en una atmósfera temerosa, tuvo el efecto de amortiguar la disidencia". Silvers dijo al New York Times:" Los grandes problemas políticos del poder y sus abusos siempre han sido preguntas naturales para nosotros ".
The Nation dio su visión del enfoque político de la New York Review of Books en 2004:
   "La Review tuvo un papel importante en la guerra de Vietnam. ... Alrededor de 1970, un liberalismo robusto comenzó a suplantar al radicalismo de izquierda en el periódico. Como observó Philip Nobile en ... 1974 ... la Review volvió a sus raíces y se convirtió en "una revista literaria sobre el modelo británico del siglo diecinueve, que mezclaría política y literatura de una manera dura pero caballerosa". ... La publicación siempre ha sido erudita y autoritaria, y debido a su rigor analítico y seriedad, con frecuencia esencial, pero no siempre ha sido vivaz, picante y legible. ... Pero la elección de George W. Bush, combinada con las furias del 11 de septiembre, sacudió a los editores. Desde 2001, la temperatura de la revista ha aumentado y su perspectiva política se ha agudizado. ... Prominentes escritores de la Review ... acusados en la batalla no solo contra la Casa Blanca, sino contra el letárgico cuerpo de prensa y los intelectuales "halcones liberales". ... En marcado contraste con The New Yorker ... o The New York Times Magazine ..., la Review se opuso a la guerra de Irak con una voz que era notablemente consistente y unificada.
The Review también dedica espacio en la mayoría de los números a la poesía, y ha presentado el trabajo de poetas como Robert Lowell, John Berryman, Ted Hughes, John Ashbery, Richard Wilbur, Seamus Heaney, Octavio Paz, Czeslaw Milosz y Bob Dylan. Para los escritores, la "profundidad [de los artículos], y la calidad de las personas que escriben para ella, han hecho un definidor de currículum. Si uno quiere ser considerado como cierto tipo de escritor, de peso, estilo y una cierta seriedad: un artículo de la Review es más o menos el estándar de oro". Al editar una pieza, Silvers dijo que se preguntaba "si podía ser más clara, respetando al mismo tiempo la voz y el tono del escritor Tienes que escuchar con atención el tono de la prosa del escritor e intentar adaptarlo, pero solo hasta cierto punto. [No se realizaron cambios sin el permiso de los escritores.] ... Los escritores merecen la última palabra sobre su prosa."
Además de las cuestiones internas, el examen abarca cuestiones de interés internacional. En la década de 1980, un comentarista británico señaló: "En la década de 1960 [la revista] se opuso a la participación estadounidense en Vietnam; más recientemente ha adoptado una línea ligeramente keynesiana en economía, pro israelí pero antisionista, escéptica de la política latinoamericana de Reagan." El diario británico The Independent ha descrito a The Review como "la única publicación estadounidense dominante que habla constantemente contra la guerra en Iraq". Sobre la cobertura en Medio Oriente, Silvers dijo, "cualquier crítica seria a la política israelí será vista por algunos como herejía, una forma de traición ... Mucho de lo que hemos publicado ha venido de algunos de los escritores israelíes más respetados y brillantes ... Amos Elon, Avishai Margalit, David Grossman, David Shulman, entre ellos. Lo que emerge de ellos es la sensación de que ocupar tierras y personas año tras año solo puede llevar a un resultado triste y malo ".
El caricaturista David Levine ilustró The New York Review of Books de 1963 a 2007, otorgando al periódico una imagen visual distintiva. Levine murió en 2009. John Updike, a quien Levine dibujó muchas veces, escribió: "Además de ofrecernos el deleite del reconocimiento, sus dibujos nos consuelan, en una edad exacerbada y potencialmente desesperada, con la sensación de presencia observadora, un ojo informado por una inteligencia que no tiene pánico, un arte cómico listo para encapsular las últimas apariciones de la publicidad, así como los demonios históricos que acechan nuestra inquietud". Levine contribuyó con más de 3.800 caricaturas a pluma y tinta de famosos escritores, artistas y políticos para la publicación. Silvers dijo: "David combinó el comentario político agudo con cierto tipo de broma sobre la persona. Era inmensamente sensible a los detalles más pequeños: los hombros, los pies, los codos. Fue capaz de encontrar el carácter en estos detalles". El New York Times describió las ilustraciones de Levine como "macabras, sombríamente expresivas, astringentes y casi nunca halagadoras caricaturas de intelectuales y atletas, políticos y potentados" que estaban "repletos de cortes de pelo exageradamente malos, sombras de las 5 en punto, bigotes mal concebidos y otras debilidades en el aseo personal ... para hacer que los famosos parezcan de aspecto peculiar con el fin de derribarlos". En años posteriores, los ilustradores de la Review incluyeron a James Ferguson de Financial Times.
The Washington Post describió las "disputas literarias animadas" realizadas en la columna de "cartas al editor" de la Review como "lo más parecido que el mundo intelectual tiene al boxeo al desnudo". Además de reseñas, entrevistas y artículos, presenta una amplia publicidad de los editores que promocionan libros recientemente publicados. También incluye una popular sección "personales" que "comparte un estilo de escritura cultivado" con sus artículos.En Un corazón solitario, la autora Jane Juska, documentó las 63 respuestas a su anuncio personal en la Review con una memoria de 2003, A Round-Heeled Woman, que se convirtió en una obra de teatro del West End. En The Washington Post, Matt Schudel llamó a los anuncios personales "a veces ridículamente curiosos" y recordó que fueron "engañados por Woody Allen en la película Annie Hall".
Varios de los asistentes editoriales de la revista se han hecho prominentes en el periodismo, el mundo académico y la literatura, incluidos Jean Strouse, Deborah Eisenberg, Mark Danner y A. O. Scott. Otra ex pasante y colaboradora de la Review, la autora Claire Messud, dijo: "Son increíblemente generosos acerca de tomarse el tiempo para pasar por las cosas... Hay una especie de ritmo y tono de cómo se relacionan con las personas. Estoy segura de que siempre fue raro. Pero se siente increíblemente precioso ahora".

## Trivia
La Review ha sido apodada "The New York Review of Each Others' Books" (p.e. Alexander Bloom, Prodigal Sons : The New York Intellectuals and Their World, Oxford University Press, 1987, ISBN 0-19-505177-7; p. 329).
Philip Nobile fue el primero en proclamar una crítica feroz junto a esas líneas en su libro Intellectual Skywriting: Literary Politics and The New York Review of Books.